# Correspondências
Correspondências (Portugiesisch für: Briefwechsel) ist ein literarisch-biografischer Dokumentarfilm der portugiesischen Regisseurin Rita Azevedo Gomes aus dem Jahr 2016. Es ist eine Verfilmung von Briefen der portugiesischen Schriftstellenden Sophia de Mello Breyner Andresen und Jorge de Sena, die sie in den Jahren 1957 bis 1978 austauschten, als de Sena im Exil zunächst in Brasilien und dann in den USA lebte.

## Handlung
Der Film geht der Freundschaft zwischen der Schriftstellerin Sophia de Mello Breyner Andresen in Portugal und dem vor dem semifaschistischen Estado-Novo-Regime ins Exil gegangenen Schriftsteller Jorge de Sena nach, die sich in einem tiefgehenden Briefwechsel äußerte und phasenweise Züge einer Geistesverwandtschaft trug.
Schauspieler stellen Szenen nach und lesen aus den Briefwechseln vor. Archivaufnahmen zeigen die beiden Literaten, und Sprecher rezitieren weitere Briefpassagen. Gelegentlich abweichende, meist aber sich ergänzende Meinungen werden dort geäußert und tiefe Gefühle und Gedanken ausgetauscht. Andresens Schilderungen von ihren Griechenlandaufenthalten werden durch ihre privaten Aufnahmen von dort begleitet, und Originalaufnahmen und nachgespielte Szenen veranschaulichen das familiäre Umfeld, in dem Andresen de Sena schreibt. In Mitschnitten von Fernsehinterviews und in sowohl originalen als auch nachgespielten Auftritten geben sie beide Einblick in ihre Ansichten und Gedankenwelten, flankiert mit passenden oder ergänzenden Briefpassagen.
Anhand ihrer Briefe zeigt sich ihr Dialog, in dem die Breite ihrer Freundschaft und die Tiefe ihrer geistigen Nähe deutlich wird.

## Produktion und Rezeption
Der Film wurde 2016 von der Filmproduktionsgesellschaft C.R.I.M. produziert, mit finanzieller Unterstützung durch die portugiesische Filmförderungsanstalt ICA (Instituto do Cinema e do Audiovisual) und die Gulbenkian-Stiftung (Fundação Calouste Gulbenkian).
Premiere feierte der Film am 4. August 2016 beim 69. Locarno Film Festival, wo er für einen Goldenen Leoparden nominiert war. In Portugal wurde er erstmals am 27. Oktober 2016 im Lissabonner Kino Cinema São Jorge gezeigt, im Wettbewerb beim 14. Doclisboa, wo er mit dem José-Saramango-Preis ausgezeichnet wurde. Auch beim Caminhos do Cinema Português wurde er prämiert, für die beste Regie, und er war 2019 für den portugiesischen, nach Sophia de Mello Breyner Andresen benannten Filmpreis Prémios Sophia nominiert. Der Film lief auf einer Reihe weiterer internationaler Filmfestivals, wie das Buenos Aires Independent-Film-Festival (2017) und das Edinburgh International Film Festival (2017), im deutschsprachigen Raum auf der Viennale 2016 und beim Filmfest München 2017.
Seinen Kinostart hatte er in Portugal am 8. März 2018, wo er in nur drei Kinos anlief (Lissabon, Coimbra und Porto) und 834 Besucher zählte. Er lief auch in anderen Ländern im Kino, insbesondere in Spanien.